# Norleucin
Norleucin ist eine nicht-proteinogene chirale α-Aminosäure und wurde von Arthur Weil erstmals isoliert. 

## Isomerie
Von Norleucin gibt es zwei Enantiomere: L-Norleucin [Synonym: (S)-Norleucin] und D-Norleucin [Synonym: (R)-Norleucin]. Strukturell leitet sich Norleucin durch Substitution eines α-Wasserstoffatoms durch eine Aminogruppe (–NH2) von der Capronsäure ab. Norleucin gehört zusammen mit seinen Konstitutionsisomeren Leucin, Isoleucin und tert-Leucin zur Stoffgruppe der Leucine.
| Isomere von Norleucin |                             |                             |
| Name                  | L-Norleucin                 | D-Norleucin                 |
| Andere Namen          | (S)-Norleucin (+)-Norleucin | (R)-Norleucin (−)-Norleucin |
| Strukturformel        |                             |                             |
| CAS-Nummer            | 327-57-1                    | 327-56-0                    |
| CAS-Nummer            | 616-06-8 (Racemat)          |                             |
| EG-Nummer             | 206-321-4                   | 206-320-9                   |
| EG-Nummer             | 210-462-7 (Racemat)         |                             |
| ECHA-Infocard         | 100.005.748                 | 100.005.747                 |
| ECHA-Infocard         | 100.009.512 (Racemat)       |                             |
| PubChem               | 21236                       | 456468                      |
| PubChem               | 9475 (Racemat)              |                             |
| DrugBank              | -                           | DB04419                     |
| DrugBank              | - (Racemat)                 |                             |
| Wikidata              | Q415428                     | Q27459594                   |
| Wikidata              | Q27116817 (Racemat)         |                             |

## Darstellung
Das Racemat erhält man durch Umsetzung von 2-Bromhexansäure mit NH3 in wässriger Lösung (50 °C, 30 h).

## Verwendung
Norleucin wird zur experimentellen Untersuchung von Proteinstrukturen und -funktionen verwendet. Aminoacyl-tRNA-Synthetasen können getäuscht werden, indem man ihnen anstelle ihrer normalen Substrate bestimmte unbiologische Aminosäuren anbietet. So werden Ethionin und Norleucin in solche Positionen in Proteine eingebaut, die normalerweise Methionin einnehmen würde.